# Bromon e la Mota
Bromont-Lamothe és un municipi francès situat al departament del Puèi Domat i a la regió d'Alvèrnia-Roine-Alps. L'any 2007 tenia 924 habitants.

## Demografia

### Població
El 2007 la població de fet de Bromont-Lamothe era de 924 persones. Hi havia 372 famílies de les quals 110 eren unipersonals (59 homes vivint sols i 51 dones vivint soles), 94 parelles sense fills, 125 parelles amb fills i 43 famílies monoparentals amb fills.
La població ha evolucionat segons el següent gràfic:
Habitants censats

### Habitatges
El 2007 hi havia 510 habitatges, 386 eren l'habitatge principal de la família, 78 eren segones residències i 47 estaven desocupats. 454 eren cases i 52 eren apartaments. Dels 386 habitatges principals, 284 estaven ocupats pels seus propietaris, 62 estaven llogats i ocupats pels llogaters i 40 estaven cedits a títol gratuït; 6 tenien una cambra, 29 en tenien dues, 41 en tenien tres, 117 en tenien quatre i 193 en tenien cinc o més. 304 habitatges disposaven pel capbaix d'una plaça de pàrquing. A 154 habitatges hi havia un automòbil i a 200 n'hi havia dos o més.

### Piràmide de població
La piràmide de població per edats i sexe el 2009 era:
| Homes | Edats   | Dones |
| ----- | ------- | ----- |
| 0     | 95 o +  | 0     |
| 0     | 90 a 94 | 4     |
| 16    | 85 a 89 | 16    |
| 4     | 80 a 84 | 4     |
| 24    | 75 a 79 | 24    |
| 12    | 70 a 74 | 8     |
| 28    | 65 a 69 | 8     |
| 28    | 60 a 64 | 28    |
| 16    | 55 a 59 | 16    |
| 28    | 50 a 54 | 24    |
| 32    | 45 a 49 | 28    |
| 44    | 40 a 44 | 28    |
| 28    | 35 a 39 | 28    |
| 36    | 30 a 34 | 32    |
| 44    | 25 a 29 | 20    |
| 32    | 20 a 24 | 0     |
| 12    | 15 a 19 | 24    |
| 8     | 10 a 14 | 16    |
| 36    | 5 a 9   | 16    |
| 16    | 0 a 4   | 20    |

## Economia
El 2007 la població en edat de treballar era de 614 persones, 446 eren actives i 168 eren inactives. De les 446 persones actives 415 estaven ocupades (237 homes i 178 dones) i 31 estaven aturades (15 homes i 16 dones). De les 168 persones inactives 76 estaven jubilades, 46 estaven estudiant i 46 estaven classificades com a «altres inactius».

### Ingressos
El 2009 a Bromont-Lamothe hi havia 388 unitats fiscals que integraven 950 persones, la mediana anual d'ingressos fiscals per persona era de 14.658 €.

### Activitats econòmiques
Dels 31 establiments que hi havia el 2007, 1 era d'una empresa alimentària, 2 d'empreses de fabricació d'altres productes industrials, 7 d'empreses de construcció, 3 d'empreses de comerç i reparació d'automòbils, 3 d'empreses de transport, 6 d'empreses d'hostatgeria i restauració, 4 d'empreses immobiliàries, 1 d'una empresa de serveis, 2 d'entitats de l'administració pública i 2 d'empreses classificades com a «altres activitats de serveis».
Dels 13 establiments de servei als particulars que hi havia el 2009, 1 era una oficina de correu, 2 paletes, 1 guixaire pintor, 1 fusteria, 2 lampisteries, 1 electricista, 1 perruqueria, 2 restaurants i 2 agències immobiliàries.
L'únic establiment comercial que hi havia el 2009 era una botiga de menys de 120 m².
L'any 2000 a Bromont-Lamothe hi havia 78 explotacions agrícoles que ocupaven un total de 2.376 hectàrees.

## Equipaments sanitaris i escolars
El 2009 hi havia una escola elemental.

## Poblacions més properes
El següent diagrama mostra les poblacions més properes.